# 玛丽亚·特雷莎·拉米雷斯
玛丽亚·特雷莎·拉米雷斯（西班牙語：Maria Teresa Ramírez，1954年8月15日—），墨西哥女子游泳运动员。她曾代表墨西哥参加1968年和1972年夏季奥林匹克运动会游泳比赛，其中1968年奥运会获得一枚铜牌。